# 西藏石杉
西藏石杉（学名：Huperzia tibetica）为石杉科石杉属下的一个种。

## 扩展阅读
維基物種上的相關：西藏石杉